# M'Cif
M'Cif (în arabă مسيف) este o comună din provincia M'Sila, Algeria.
Populația comunei este de 12.209 locuitori (2008).